# 小行星85320
小行星85320（85320 Bertram）是一颗绕太阳运转的小行星，为主小行星带小行星。该小行星于1995年3月4日发现。
該小行星以德國畫家馬斯特·貝特拉姆命名。

## 轨道参数
小行星85320的轨道半长轴为2.6492097 UA，离心率为0.199。